# ミクリッツ病
ミクリッツ病（ミクリッツびょう、英: mikulicz disease）とは、IgG4関連疾患の一つ。

## 概要
ミクリッツ病は1888年に報告されて以来，シェーグレン症候群の一亜型とされてきた。日本では30年以上前に前千葉大学耳鼻咽喉科教授の今野昭義が，独自の疾患であることを提唱していた。2004年に札幌医科大学消化器・免疫・リウマチ内科の山本元久らが，これまでシェーグレン症候群とされていた症例の中にミクリッツ病と考えられる症例が存在し，高IgG4血症および涙腺・唾液腺へのIgG4陽性形質細胞浸潤が認められることを示し，ミクリッツ病のIgG4関連疾患としての独立性を提唱した。さらに同時期，膵臓や胆管、甲状腺といった多臓器病変についてもIgG4との関連が複数報告された。これらの包括的名称が，2010年に日本で「IgG4関連疾患」として統一され，世界標準となりつつある。 

## 症状
唾液腺(耳下腺、顎下腺、舌下腺)、涙腺の無痛性、対称性の腫脹を来す。
乾燥症状を呈さないのが、シェーグレン症候群との鑑別になる。

## 診断
診断基準としては，2012年に厚労省研究班が策定したIgG4関連疾患包括診断基準がある。しかし各臓器病変に関してはIgG4関連臓器別診断基準（ミクリッツ病診断基準）を併用することが望ましい。これら2つの診断基準は，確定診断に組織生検を要するかどうかの点で異なる。

### IgG4関連臓器別診断基準
1. 涙腺・唾液腺腫大
2. 血中IgG4 >135mg/dL
3. 組織生検 IgG4/IgG陽性細胞比 ≧50%

1 + (2 and/or 3) でミクリッツ病と診断する。 

## 治療
ステロイドが奏功することが多い。無症状で自然軽快することもあるため、病変が涙腺や唾液腺に限局する場合は経過観察も選択肢となる。